# Anton Tanc
Anton Tanc, slovenski pesnik, pisatelj, prevajalec in publicist, * 13. januar 1887, Modrič, † 3. december 1947, Maribor.

## Življenjepis
Tanc je bil med 1. svetovno vojno kot avstrijski vojak zajet v Galiciji. Kot ruski ujetnik je delal v rudniku Čulkovsk blizu Donecka v Ukrajini, od tod njegov psevdonim Čulkovski. Po vrnitvi je bil med drugim uslužbenec bolniške blagajne v Mariboru.

## Literarno delo
Tanc je prve pesmi napisal že pred vojno. Napisane so bile v  ekspresionističnem duhu ter prvič objavljene po vojni v socialistično usmerjenih glasilih Pod lipo, Kres, Proletarska mladina. Leta 1929 je izšla njegova zbirka pesmi Glasovi iz teme, ki pa je bila zaplenjena.
Na osnovi lastnih doživetij in spominov je pisal tudi socialnorealistično prozo, ki je izšla v delu Ženin iz Amerike (1938). V Delavski politiki pa je pod psevdonimom Tone Maček od leta 1933 do 1935 izhajal 1. del romana iz življenja rudarjev Slučaj Kumberger. Roman je pisan pod vplivom francoskega pisatelja E. Zolaja.
Tanc je zlasti v socialističnih glasilih pisal o kulturno-prosvetnem dogajanju in družbenih vprašanjih, objavljal ocene o domačih in tujih knjigah, posebej tistih s proletarsko tematiko. Bil je tudi prevajalec. Prevajal je pesmi in prozo iz ruščine, nemščine in srbohrvaščine.